# Stella di Cayrel
BPS CS31082-0001, chiamata anche stella di Cayrel, è una vecchia stella di popolazione II appartenente all'alone galattico che si trova a una distanza di 4 kpc dal Sole. Appartiene alla classe delle stelle estremamente povere di metalli  ([Fe/H] = −2,9). Un altro motivo di interesse è che i metalli che essa possiede derivano dal processo-r avvenuto all'interno di una supernova che ha poi contaminato il mezzo interstellare da cui la stella di Cayrel è nata. Fu scoperta nel 1992 da Tim C. Beers e colleghi utilizzando il telescopio Schmidt dell'Osservatorio di Cerro Tololo in Cile. Nel 2001 fu studiata da Roger Cayrel e colleghi, che utilizzarono il Very Large Telescope (VLT) accoppiato allo strumento UVES presso l'Osservatorio del Paranal in Cile per ottenere una spettroscopia ottica ad alta risoluzione volta a determinare le abbondanze degli elementi chimici all'interno della stella. Il raffronto fra le abbondanze del torio-232 e dell'uranio-238 ha permesso di determinare l'età della stella, che si aggira intorno ai 12,5 miliardi di anni, facendo della stella di Cayrel una delle più vecchie conosciute.
In confronto ad altre stelle molto povere di metalli, arricchite tramite il processo-r (come BPS CS22892-0052, BD+17° 3248, HE 1523-0901) la stella di Cayrel presenta alti livelli di attinoidi (torio, uranio) ma basse quantità di piombo.